# 용성 차씨
용성 차씨(龍城車氏)는 경기도 화성시를 본관으로 하는 한국의 성씨이다. 시조는 차우상(車遇尙)이다. 

## 참고 자료
- “용성차씨(龍城車氏)”. 뿌리를 찾아서.[깨진 링크(과거 내용 찾기)]